# Червоный Яр (Каховский район)
Червоный Яр (укр. Червоний Яр) — село в Чаплинской поселковой общине Каховского района Херсонской области Украины.
Население по переписи 2001 года составляло 71 человек. Почтовый индекс — 75204. Телефонный код — 5538. Код КОАТУУ — 6525455102.

## Местный совет
75200, Херсонская обл., Чаплинский р-н, пгт Чаплинка, ул. Парковая, 40